# 김보규 (배우)
김보규(1987년~)는 대한민국의 배우이다. 분야는 뮤지컬이며 일본에서 활동 하고 있다